# Войнилов

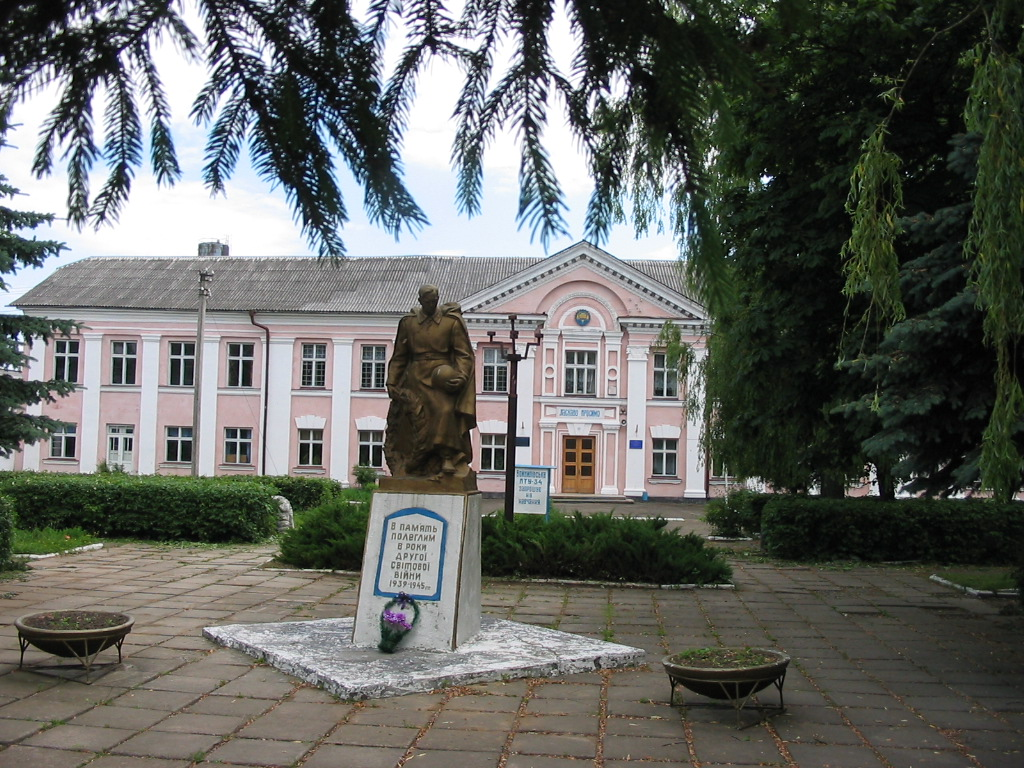
Войниловское ПТУ и памятник павшим в Великой Отечественной войне

Войни́лов (укр. Войнилів) — посёлок в Калушском районе Ивано-Франковской области Украины. Административный центр Войниловской поселковой общины.

## Географическое положение
Расположен на правом берегу реки Сивка (приток Днестра), в 17 км от железнодорожной станции Калуш.

## История
Впервые упоминается в письменных источниках в 1443 году. С приобретением статуса местечка здесь начали активно развиваться ремёсла и торговля, дважды в год проводились ярмарки. В 1552 году Войнилов получил магдебургское право. Неоднократные турецко-татарские нападения в XVII веке нанесли Войнилову значительные разрушения. После 1-го раздела Польши в 1772 года Войнилов вошёл в состав Австрии (с 1867 года — Австро-Венгрия). С 1919 года — на территории Польши. С ноября 1939 года в составе Западной Украины присоединён к УССР. Райцентр в 1940—1962 годах. Посёлок городского типа с 1960 года.
В январе 1989 года численность населения составляла 2742 человек.
На 1 января 2013 года численность населения составляла 2757 человек.

## Известные уроженцы
- Николай Евшан (1889—1919) — украинский литературный критик.